# Leon Więckiewicz
Ks. Leon Więckiewicz (ur. 26 maja 1914 w Petersburgu, zm. 4 grudnia 1944 w Gross-Rosen) – polski prezbiter katolicki,  misjonarz św. Wincentego a Paulo, Sługa Boży Kościoła katolickiego.
W 1932 wstąpił do Zgromadzenia Księży Misjonarzy Świętego Wincentego à Paulo. Święcenia kapłańskie otrzymał w Krakowie w 1939. Skierowany został do pracy duszpasterskiej w parafii Św. Krzyża w Warszawie.
Po wybuchu II wojny światowej został aresztowany 3 grudnia 1943 roku za oddanie ostatniej posługi skazańcom i modlitwę nad ich zwłokami. Uwięziony na Pawiaku trafił następnie do niemieckiego obozu koncentracyjnego w Gross-Rosen (30 marca 1944), gdzie umarł z wycieńczenia.
Zapamiętano go jako niestrudzonego spowiednika i pocieszyciela więźniów, którym wielokroć ratował życie.
Jest jednym z 122 Sług Bożych wobec których 17 września 2003 roku rozpoczął się, proces beatyfikacyjny drugiej grupy męczenników z okresu II wojny światowej.
Został uwieczniony w gronie męczenników na nowych witrażach kościoła Zakopane-Olcza. Archiwum osobiste ks. Leona Więckiewicza znalazło się w zasobach IPN.